# Nonthaburi
Nonthaburi (taj. นนทบุรี) – miasto w środkowej Tajlandii, nad Menamem i licznymi kanałami, w pobliżu Bangkoku, ośrodek administracyjny prowincji Nonthaburi. Według danych szacunkowych z 2019 roku miasto liczyło 254 000 mieszkańców. Drugie co do wielkości miasto kraju. Ośrodek handlowo-usługowy regionu rolniczego, zwłaszcza sadownictwa, warzywnictwa i kwiaciarstwa; port rzeczny, rzemiosło artystyczne; uniwersytet; muzeum; teatr marionetek.